# Franz Leopold von Falkenstein
Freiherr Franz Leopold (Maquard) von Falkenstein (* 15. November 1660; † Ende September 1717) war kaiserlich österreichischer General der Kavallerie. Falckenstein wurde Landkomthur des Deutschen Ordens der Balley Elsaß und Burgund sowie Komtur in Alschhausen und Mainau sowie kaiserlicher Kämmerer.

## Herkunft
Er entstammt der Familie Falkenstein aus dem Breisgau. Seine Eltern waren Johann Erhard Maria von Falkenstein und dessen Ehefrau Anna Franziska Catharina Ursula von Mercy († 1707), Tochter von Franz von Mercy. Sein Bruder Adalbert von Falkenstein (1671–1739) war Bischof der Diözese Csanád.

## Leben
Er trat der kaiserlichen Reiterei bei und war bei Ausbruch des Spanischen Erbfolgekrieges Obristlieutenant. Er wurde 1702 bei St. Vittoria verwundet und wurde noch in diesem Jahr zum Oberst und Inhaber des Kürassier Regimentes (Commercy) ernannt. Anschließend kämpfte er bei Luzzara. Am 8. Januar 1705 wurde er zum Generalfeldwachtmeister ernannt. Am 19. April 1706 geriet er in der Schlacht bei Calcinato in Gefangenschaft, wurde aber bald ausgewechselt. Er kämpfte wieder in der Schlacht bei Turin. Im Jahr 1708 wurde er in die Niederlande versetzt, dort zeichnete er sich bei der Belagerung von Lille und in der Schlacht von Malplaquet aus. Im 10. April 1708 wurde er zum Feldmarschall-Lieutenant befördert. Während des 6. Türkenkrieges wurde er am 12. Mai 1716 zum General der Kavallerie ernannt. Er nahm an der Belagerung von Temeswár teil und starb 1717.